# Jesse Stone: Przemiana
Jesse Stone: Przemiana (ang. Jesse Stone: Sea Change) – amerykański film kryminalny z 2007 roku w reżyserii Roberta Harmona.

## Opis fabuły
Szef policji Jesse Stone (Tom Selleck) prowadzi śledztwo dotyczące napadu na bank, podczas którego zginął kasjer. Jednocześnie angażuje się w dochodzenie w sprawie gwałtu, do którego doszło w nadmorskim kurorcie. Tym samym naraża się władzom miasta, którym zależy na wyciszeniu sprawy.

## Obsada
- Tom Selleck jako Jesse Stone
- Kathy Baker jako Rose Gammon
- Kohl Sudduth jako Luther "Suitcase" Simpson
- Rebecca Pidgeon jako Leeann Lewis
- Sean Young jako Sybil Martin
- Mika Boorem jako Cathleen Holton
- Stephen McHattie jako kapitan Healy
- William Sadler jako Gino Fish
- James Gammon jako Bob
- Nigel Bennett jako Harrison Pendleton
- Vito Rezza jako Anthony D'Angelo
- James Preston Rogers jako Terry Genest